# 桑坦德基利喬
桑坦德基利喬是哥倫比亞的城鎮，位於該國西南部，由考卡省負責管轄，距離首府波帕揚97公里，始建於1543年，面積518平方公里，海拔高度1,071米，2005年人口80,653。

## 外部連結
- （西班牙文） Santander de Quilichao official website （页面存档备份，存于）

3°01′N 76°29′W / 3.017°N 76.483°W